# 日本歯科大学歯学会
日本歯科大学歯学会（にほんしかだいがくしがくかい、英語: The Society Of The Nippon Dental University）は、日本の学術研究団体の一つ。

## 概要
1914年4月1日設立。学術研究団体としての種別は単独学会。
歯学を学術研究領域とし、歯学学術の発展向上を図ると共に日本歯科大学の発展に寄与することを目的としている。
国内においては日本歯学系学会協議会に加入している。

## 沿革
- 1914年 - 日本歯科研究会発足。
- 1917年 - 日本歯科学会設立。
- 1941年 - 日本口科学会へ改称。
- 1948年 - 日本歯科大学歯学会へ改称。

## 刊行物

### 歯学特集号
- 誌名（和文）：歯学特集号
- 誌名（欧文）：-
- 創刊年：1998
- 資料種別：研究報告・技術報告
- 使用言語：日本語のみ
- 発行形態：印刷体
- 著作権帰属先：学会
- クリエイティブコモンズ：-
- 購読：有料

### Odontology
- 誌名（和文）：Odontology
- 誌名（欧文）：Odontology
- 創刊年：1997
- 資料種別：ジャーナル（査読付き論文を含む）
- 使用言語：英語のみ
- 発行形態：印刷体
- 著作権帰属先：出版社
- クリエイティブコモンズ：-
- 購読：有料

### 日本歯科大学　校友会・歯学会会報
- 誌名（和文）：日本歯科大学　校友会・歯学会会報
- 誌名（欧文）：-
- 創刊年：1975
- 資料種別：解説誌・一般情報誌
- 使用言語：日本語のみ
- 発行形態：印刷体
- 著作権帰属先：学会
- クリエイティブコモンズ：-
- 購読：有料